# Pro Marco Tullio
L'Oratio pro Marco Tullio (Orazione in difesa di Marco Tullio), meglio nota semplicemente come Pro Marco Tullio o Pro Tullio, è un discorso giudiziario pronunciato nel 71 a.C. dall'oratore romano Marco Tullio Cicerone. Dopo aver esercitato la questura in Sicilia presso Lilibeo nel 75 a.C., Cicerone, avendo compreso che il successo politico dipendeva dall'attività nell'Urbe, pronunciò numerose orazioni giudiziarie in modo da aumentare la sua fama. Il testo dell'orazione è pervenuto ad oggi solo in frammenti.

## Contesto
Il Marco Tullio, omonimo ma non parente, che Cicerone difese, aveva subito un'aggressione mentre si trovava sul terreno di un suo fondo in Calabria, da parte di alcuni schiavi di proprietà di un vicino. La situazione, analoga a quella di cui Cicerone si era occupato tra l'80 e il 79 a.C. con l'orazione Pro Vareno, denunciava lo stato di anarchia in cui si trovavano ampie zone dell'Italia, normalmente soggette al pericolo costituito dalle bande di schiavi che compivano saccheggi e ruberie nelle campagne. Gli stessi padroni incitavano gli schiavi ad agire contro i propri nemici, sperando poi di poter giustificare l'azione come legittima difesa.

## Contenuto
Fu proprio presentando l'aggressione come atto di legittima difesa che l'avvocato della parte avversa, un tale Lucio Quinzio, che aveva rivestito un ruolo di primaria importanza nei processi riguardanti il tentato avvelenamento dell'eques Cluenzio da parte di un tale Oppianico, cercò di difendere il suo cliente. Con lo stesso Quinzio Cicerone si era inoltre già scontrato, quando quegli era stato tribuno della plebe, e l'oratore arpinate aveva definito allora il rivale come un demagogo e un volgare agitatore di tumulti.